# روسپی احمق
«روسپی احمق» تک‌آهنگی از هنرمند اهل ترینیداد و توباگو نیکی میناژ است که در سال ۲۰۱۱ میلادی منتشر شد. این تک‌آهنگ در آلبوم جمعه صورتی: نسخه جدید رومن قرار داشت.